# Vladimír Mráz
Vladimír Mráz (* 16. června 1961 Ostrava) je český režisér, scenárista, kreativní ředitel QQ studia Ostrava a producent animovaných filmů.

## Život
Vladimír Mráz je scenárista, režisér, producent a kreativní ředitel QQ studia Ostrava. Vytvořil pro Televizní studio Ostrava například lifestylové pořady Pod pokličkou nebo Chalupa je hra, je tvůrcem dětských pořadů Draci v hrnci a Ty Brďo!, animovaných seriálů Pytlíkov, Staré pověsti české a v roce 2000 natočil v koprodukci QQ studia a České televize celovečerní animovaný film Báječná show. Režíroval pro německou televizí ARD Bayrische Rundfunk pořad Schlawinner Platz. V letech 2020-1 byl koproducent celovečerní pohádky Princezna zakletá v čase. V roce 2022 napsal audioknihu pro děti Pohádky skřítka Obchodníčka, kterou namluvil Norbert Lichý a pro slovenské děti Milan Kňažko. V roce 2022 byl koproducentem celovečerního filmu Princezna zakletá v čase 2.
Jeho manželka Elen Mrázová je animátorka loutkových filmů. Má dceru Elišku, Objev roku Slavík, známou skladatelku a zpěvačku a syna Dalibora, který je hudebník, několikanásobný mistr ČR na bicí nástroje.[zdroj⁠?!]